# Kalinga
Kalinga – drawidyjskie państwo na terenie obecnego indyjskiego stanu Orisa, znane od VII wieku p.n.e. 
Utrzymywało rozległe kontakty handlowe, odznaczało się stosunkowo demokratyczną strukturą władzy. Około 260 p.n.e., po ciężkich walkach, zostało brutalnie podbite przez Aśokę, jednak po załamaniu się imperium Maurjów odzyskało niepodległość, dochodząc za panowania króla Kharaweli do znacznej, choć krótkotrwałej potęgi. W VIII wieku n.e. przyłączone do państwa bengalskiej dynastii Pallów.
Zgodnie z wiarygodną legendą, Aśoka, będąc świadkiem spowodowanych przez siebie cierpień ludności Kalingi, zaniechał ekspansji militarnej, złagodził politykę wewnętrzną i przyjął buddyzm.